# Comuna Orepî, Novohrad-Volînskîi
Orepî (în ucraineană Орепівська сільська рада) este o comună în raionul Novohrad-Volînskîi, regiunea Jîtomîr, Ucraina, formată din satele Lidivka și Orepî (reședința).

## Demografie
Componența lingvistică a comunei Orepî
     Ucraineană (99,49%)
     Alte limbi (0,51%)
Conform recensământului din 2001, majoritatea populației comunei Orepî era vorbitoare de ucraineană (99,49%), existând în minoritate și vorbitori de alte limbi.